# Tabuina baiteta
Tabuina baiteta är en spindelart som beskrevs av Maddison 2009. Tabuina baiteta ingår i släktet Tabuina och familjen hoppspindlar. Inga underarter finns listade i Catalogue of Life.